# إدوارد روبل
فيلهلم بيتر ادوارد سيمون روبل (بالألمانية: Wilhelm Peter Eduard Simon Rüppell)، عالم الطبيعة ومستكشف ألماني ولد في 20 نوفمبر 1794 في فرانكفورت، وتوفي في 10 ديسمبر 1884.

## روابط خارجية
- إدوارد روبل على موقع الموسوعة البريطانية (الإنجليزية)